# Trenter See
Der Trenter See (auch Trenthorster See) ist ein See in der Gemeinde Lehmkuhlen im Kreis Plön in Schleswig-Holstein und liegt westlich des Dorfes Trent in der Holsteinischen Schweiz umgeben von einer hügeligen Moränenlandschaft.
Der See hat eine längliche Form mit einer Länge von ca. 800 m und einer Breite von ca. 100 m. Er hat eine Größe von ca. 10,7 Hektar und ist mit einer maximalen Tiefe von 2 m sehr flach. Er ist ursprünglich ohne natürlichen Abfluss gewesen und entwässert heute in Richtung Schwentine.
Der See wird als Angelsee genutzt.